# 綠科洛佳濟
49°50′51″N 36°27′31″E / 49.84750°N 36.45861°E
绿科洛佳濟（羅馬化：Zelenyi Kolodiaz）是位於烏克蘭東部的村莊，由哈爾科夫州丘胡伊夫区的新波克羅夫卡市鎮負責管轄。該村始建於1705年，面積0.5平方公里，海拔高度94米，2001年人口650，人口密度每平方公里1,300人。